# Agoulmim n'Iker
Le lac du Bélier (en berbère : Agoulmim n'Iker, ⴰⴳⵍⵎⵉⵎ ⵏ ⵢⵉⴽⵔ) est un lac situé dans le massif de l'Akfadou, sur le territoire de la commune de Tibane, dans la wilaya de Béjaïa 
, en Algérie.

## Géographie et hydrologie

### Localisation
Agoulmim n'Iker est situé dans le massif forestier de l'Akfadou, dans la daïra de Chemini  située à environ 60 km au sud-ouest de Béjaïa, dans la région de Kabylie. Le lac est à 1 035 mètres d'altitude. Le point le plus élevé dans les environs les plus proches du lac est de 1 562 mètres d'altitude. Autour d'Agoulmim n'Iker, le paysage est composé principalement de terres agricoles.

### Climat
Le climat méditerranéen prévaut dans la région. La température moyenne annuelle dans la zone est de 19 °C. Le mois le plus chaud est juillet quand la température moyenne est de 31 °C et le plus froid est janvier, avec 8 °C. La moyenne des précipitations annuelles est de 1 055 millimètres. Le mois le plus pluvieux est février, avec une moyenne de 189 mm précipitations, et le plus sec est juillet, avec 5 mm de pluie.

### Toponymie
Dans la langue berbère kabyle, Agoulmim n’Iker signifie le "lac du bélier"; le mot Agoulmim signifiant lac et le mot Iker désignant le bélier.